# Cremeno
Cremeno là một đô thị trong tỉnh Lecco, trong vùng Lombardia của Ý, cự ly khoảng 60 km về phía đông bắc của Milan và khoảng 11 km về phía đông bắc của Lecco. Tại thời điểm ngày 31 tháng 12 năm 2004, đô thị này có dân số 1.215 người và diện tích là 13.2 km².
Cremeno giáp các đô thị: Ballabio, Barzio, Cassina Valsassina, Morterone, Pasturo.